# Fluy
Fluy is een gemeente in het Franse departement Somme (regio Hauts-de-France) en telt 332 inwoners (1999). De plaats maakt deel uit van het arrondissement Amiens.

## Geografie
De oppervlakte van Fluy bedraagt 6,3 km², de bevolkingsdichtheid is 52,7 inwoners per km².
De onderstaande kaart toont de ligging van Fluy met de belangrijkste infrastructuur en aangrenzende gemeenten.

## Demografie
Onderstaande figuur toont het verloop van het inwonertal (bron: INSEE-tellingen).